# Kaija Saariahová
Kaija Anneli Saariaho (rodným jménem Laakkonenová; 14. října 1952 Helsinky – 2. června 2023 Paříž) byla finská hudební skladatelka, autorka modernistické vážné hudby. Její raná tvorba byla ve znamení serialismu, postupně přešla ke spektralismu. Ráda kombinovala živou hudbu s elektronickou a počítačovou. V anketě BBC z roku 2019 byla zvolena největším žijícím hudebním skladatelem světa. Roku 2011 získala americkou cenu Grammy za nejlepší operu (Láska na dálku) a hudební cenu Léonie Sonning. V roce 2013 obdržela Polar Music Prize. V roce 2016 uvedla její Lásku na dálku (libreto je z dílny libanonsko-francouzského spisovatele Amina Maaloufa) Metropolitní opera v New Yorku. Šlo o druhý případ v historii, kdy tato scéna uvedla operní dílo ženské autorky (první od opery Les Ethel Smythové roku 1903). Od roku 1982 žila Saariahová v Paříži. K jejím učitelům patřili Paavo Heininen, Brian Ferneyhough a Klaus Huber.